# Naturschutzgebiet Listertal
Das Naturschutzgebiet Listertal ist ein 63,97 ha großes Naturschutzgebiet (NSG) in der Stadt Meinerzhagen im Märkischen Kreis in Nordrhein-Westfalen. Das NSG wurde 2001 vom Kreistag des Märkischen Kreises mit dem Landschaftsplan Nr. 6 Meinerzhagen ausgewiesen. Durch Straßen, Wege und Bebauung wird das NSG in acht Teilflächen geteilt. Das NSG liegt meist direkt an den Landstraßen L 539 und L 709. Die Bahnstrecke Meinerzhagen–Krummenerl liegt südlich und östlich nahe dem NSG.

## Gebietsbeschreibung
Bei dem NSG handelt es sich um den Unterlauf der Lister mit deren Flussaue. Die Lister ist im NSG im Durchschnitt ca. 4 m breit und mäandriert teilweise in großen Schleifen durch das Tal. Am Fluss befindet sich meist ein Gehölzsaum. In der Aue befinden sich feuchte bis nasse Wiesen und Weiden, die als Weide und Wiese bewirtschaftet werden. Größere Bereiche sind brachgefallen und sind an ihrem Hochstaudenreichtum kenntlich.
Im NSG kaufte die Nordrhein-Westfalen-Stiftung Naturschutz, Heimat- und Kulturpflege ab 1993 55,70 ha Land an, welche vom Naturschutzzentrum Märkischer Kreis betreut werden.

## Schutzzweck
Das Naturschutzgebiet wurde zur Erhaltung und Entwicklung des Listertals und Flussaue und als Lebensraum gefährdeter Tier und Pflanzenarten ausgewiesen. Wie bei anderen Naturschutzgebieten in Deutschland wurde in der Schutzausweisung darauf hingewiesen, dass das Gebiet „wegen der landschaftlichen Schönheit und Einzigartigkeit“ zum Naturschutzgebiet wurde.